# Cục An ninh mạng, Bộ Công an (Việt Nam)
Cục An ninh mạng  trực thuộc Bộ Công an (Việt Nam), là cơ quan đầu ngành giúp Bộ trưởng quản lý, điều hành về công tác đảm bảo an ninh và an toàn thông tin mạng. Cục được thành lập ngày 28 tháng 8 năm 2014. Vào ngày 10 tháng 8 năm 2018, Cục An ninh mạng sáp nhập với Cục Cảnh sát phòng chống tội phạm sử dụng công nghệ cao của Tổng cục Cảnh sát thành Cục An ninh mạng và phòng, chống tội phạm sử dụng công nghệ cao trực thuộc Bộ Công an.

## Lịch sử
- Ngày 28 tháng 8 năm 2014, Bộ Công an công bố Quyết định thành lập Cục An ninh mạng. Trung tướng Hoàng Phước Thuận làm Cuc trưởng.
- Tháng 8 năm 2018, Bộ Công an Việt Nam bỏ cấp Tổng cục. Cục An ninh mạng và Cục Cảnh sát phòng chống tội phạm sử dụng công nghệ cao thuộc Tổng cục cảnh sát sáp nhập thành Cục An ninh mạng và phòng, chống tội phạm sử dụng công nghệ cao trực thuộc Bộ Công an Việt Nam. Thiếu tướng Nguyễn Minh Chính được bổ nhiệm giữ chức vụ Cục trưởng.[4]

## Lãnh đạo qua các thời kì
- Cục trưởng: Thiếu tướng Nguyễn Minh Chính
- Cục phó Thiếu tướng Nguyễn Văn Giang
- Cục phó: Thiếu tướng Lê Minh Mạnh
- Cục phó: Đại tá Nguyễn Anh Tuấn
- cục phó: Đại tá Lê Xuân Minh